# Promise (Sade)
Promise è un album dei Sade pubblicato nel 1985 dalla Epic Records ed ha raggiunto la prima posizione nella classifica nel Regno Unito per due settimane, nella Billboard 200 per due settimane, In Italia, in Svizzera ed Olanda, la seconda in Germania, la terza in Nuova Zelanda, la quarta in Svezia e la sesta in Austria e Norvegia.
In Italia risulterà in decima posizione nella classifica degli album più venduti dell'anno.

## Tracce
Testi e musiche di Sade Adu e Stuart Matthewman, eccetto dove indicato.
1. Is It a Crime – 6:20
2. The Sweetest Taboo – 4:36
3. War of the Hearts – 6:47
4. You're Not the Man – 5:09
5. Jezebel – 5:27 (Adu, Denman, Hale, Matthewman)
6. Mr. Wrong – 2:49
7. Punch Drunk – 5:21 (Hale)
8. Never as Good as the First Time – 4:59
9. Fear – 4:09
10. Tar Baby – 3:57
11. Maureen – 4:20

## Formazione
- Sade Adu - voce
- Stuart Matthewman - sassofono, chitarra
- Andrew Hale - tastiera
- Paul Denman - basso